# Lycée Saint-Sernin

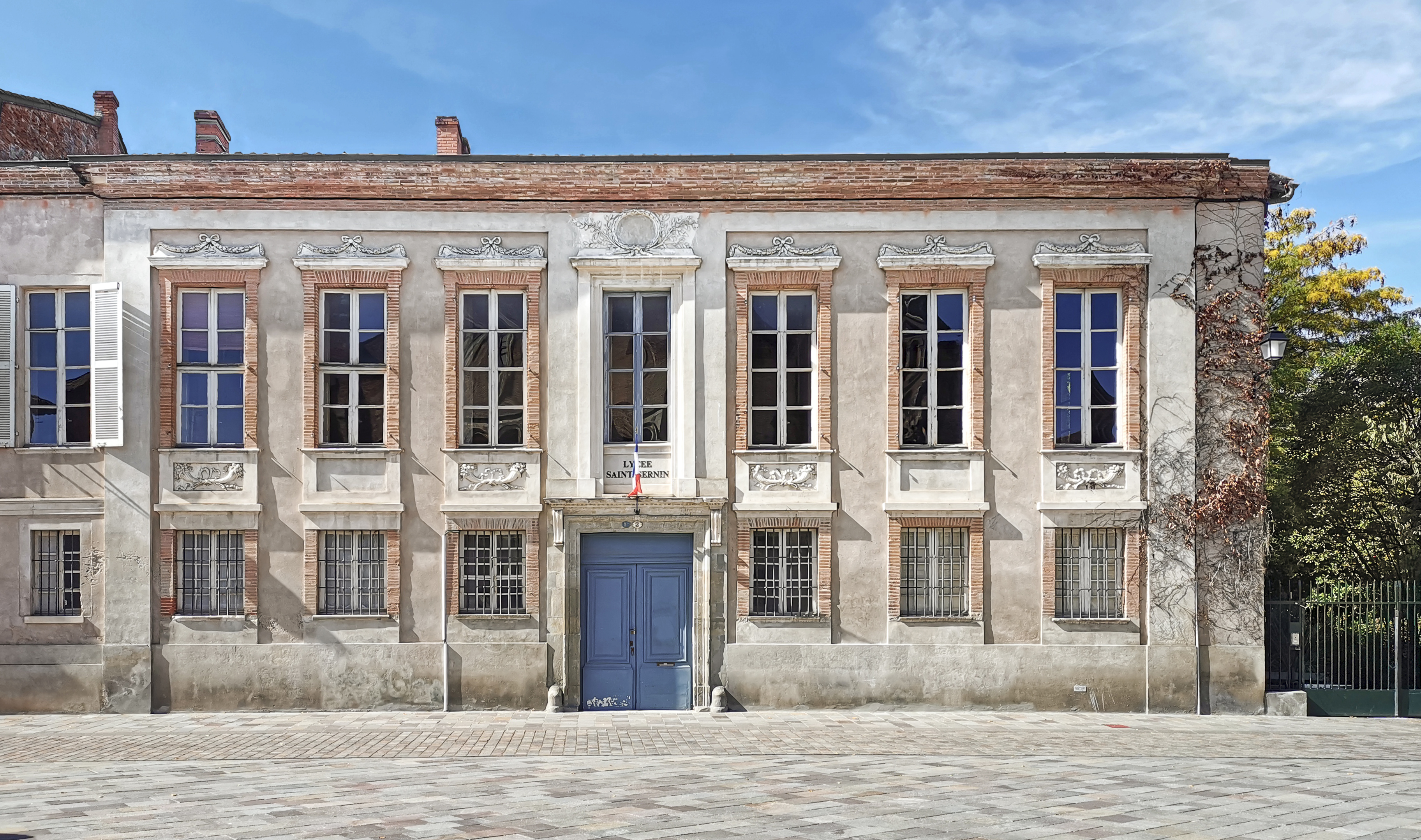
Lycée Saint-Sernin

Das Lycée Saint-Sernin, auch einfach als Saint-Sernin bezeichnet, ist ein öffentliches Lycée, das sich am 3 place Saint-Sernin im Stadtzentrum von Toulouse gegenüber der Basilika Saint-Sernin befindet. Der aktuelle Schulleiter ist Thierry Verger. Das Gymnasium empfängt rund 1800 Schüler, von der High School bis zur Classe préparatoire aux grandes écoles.
Aufgrund einiger seiner Gebäude, die vom Hôtel Dubarry aus dem 18. Jahrhundert und dem ehemaligen Benediktinerkloster aus dem 19. Jahrhundert geerbt wurden, ist es auch als Monument historique klassifiziert. Anstehende Renovierungsarbeiten werden es ermöglichen, diese Gebäude zu sanieren und möglicherweise Spuren aus dem Mittelalter freizulegen.

## Ehemalige Schüler
- Marcelle Capy (1891–1962), Pazifistin und Feministin
- Camille Razat (* 1994), französische Schauspielerin und Model

## Ehemalige Lehrer
- Sarah Kofman (1934–1994), französische Philosophin, Essayistin und Professorin an der Sorbonne